# Тассо Кавадіа
Тассо Кавадіа (грец. Τασσώ Καββαδία; *10 січня 1921, Патри — †18 грудня 2010, Афіни) — грецька актриса театру, кіно і телебачення, журналістка і перекладачка.

## Біографія
Тассо Кавадіа народилась 10 січня 1921 року в Патрах. Навчалась грі на фортепіано в Афінах, живопису — в Парижі, сценографії та створенню костюмів — у Янніса Царухіса. Згодом була прийнята у театральне училище Художнього театру Каролоса Куна.
В період між 1954 і 1967 роками працювала на радіо репортером та диктором. З 1955 по 1969 роки працювала у газетах і журналах журналістом і редактором. Також працювала перекладачем, переважно художніх літературних творів.
У кініматографі Тассо Кавадіа дебютувала 1954 року. Свою першу роль зіграла у стрічці Міхаліса Какоянніса. Найбільш впізнавані серед зіграних нею ролей — злі й підступні жінки. У театрі Тассо Кавадіа грала ролі, що охоплюють практично весь спектр репертуару, крім давньогрецької трагедії.
Тассо Кавадіа померла 18 грудня 2010 року у віці 91 року. Похована на Першому кладовищі Афін.

## Фільмографія
- Κυριακάτικο ξύπνημα (1954) …. Ліза Караянні
- Στέλλα (1955) …. сестра Алеку
- Καταδικασμένη κι απ' το παιδί της (1955)
- Διακοπές στην Αίγινα (1958)
- Το κλωτσοσκούφι (1960) …. Уранія
- Ερόικα (1960)
- Φαίδρα (1962)
- Ένας μεγάλος έρωτας (1964) …. Афіна
- Η δε γυνή να φοβήται τον άνδρα (1965) …. пані Аглая Папамітру
- Ιστορία μιας ζωής (1965)… Елені Пападіма
- Δύσκολοι δρόμοι (1965)
- Στεφανία (1966) …. директор в'язниці
- Δάκρυα οργής (1967) …. мати Маноса
- Καπετάν φάντης μπαστούνι (1968) …. Васілікі
- Όλγα αγάπη μου (1968) … Елена
- Πολύ αργά για δάκρυα (1968)… Катакузіну
- Καπετάν φάντης μπαστούνι (1968) … Васілікі
- Η κραυγή μιας αθώας (1969)… Лела
- Ξύπνα, Βασίλη! (1969) …. пані Фарлаку
- Μια τρελή τρελή σαραντάρα (1970) …. Еміліа
- Φρενίτις (1971) … Ρέα
- Η αμαρτία της ομορφιάς ([972) …. Катерина Власту
- Αναζήτησις (1972) …. Наташа
- Ο γιος μου ο Στέφανος (1975) …. Зоі
- Δονούσα (1992)
- Προς την ελευθερία (1996)
- Χαμένες νύχτες (1997)
- Παταγονία (1998)
- Θηλυκή εταιρεία (1999)… Стамата
- Φοβού τους Έλληνες (2000) …. бабуся Марія
- Αλέξανδρος και Αϊσέ (2001)

## Телебачення
- Ο σπαγκοραμμένος
- Ταβέρνα
- Θύελλα 1987…. Рена
- Ο χήρος, η χήρα και τα χειρότερα (ANT1, 1991-93…. Голіті
- Γίγας μοτέλ (Mega Channel, 1993-94…. пані Галатея
- Ανίσχυρα ψεύδη (ΕΤ1, 1999—2000)
- Παππούδες εν δράσει (ΕΤ-1, 2000-01…. Анастасія
- Για μια γυναίκα και ένα αυτοκίνητο (ANT1, 2001-02)